# Гамселить
«Гамселить» (англ. Hamselyt) — міжнародний фестиваль електронної музики та медіа-арту, який з 2012 року щорічно проходить у Тернополі. «Гамселить» — один з найбільших альтернативних мистецьких фестивалів України.
Фестиваль традиційно проходить у квітні і триває три дні. Перші два дні присвячені лекціям на теми біо- та медіа-мистецтва і відкриттю виставки. На третій день на основній фестивальній локації відбувається вечірка, що доповнюється арт-виставкою. Учасники фестивалю — музиканти з різних регіонів України та з-за кордону, які працюють у жанрах idm, techno, industrial, ambient, noise.  
Події фестивалю щороку проходять на нових локаціях, серед яких закинуті промислові та рекреаційні об'єкти.  
Засновник фестивалю — Ярослав Качмарський, керівник лейблу і промо-групи Pincet, організатор заходів; також відомий як електронний автор і виконавець Motoblok.